# NGC 1530
NGC 1530 је спирална галаксија у сазвежђу Жирафа која се налази на NGC листи објеката дубоког неба.
Деклинација објекта је + 75° 17' 40" а ректасцензија 4h 23m 26,9s. Привидна величина (магнитуда) објекта NGC 1530 износи 11,5 а фотографска магнитуда 12,3. Налази се на удаљености од 27,550 милиона парсека од Сунца. NGC 1530 је још познат и под ознакама UGC 3013, MCG 13-4-4, CGCG 327-17, IRAS 04170+7510, KUG 0417+751, 7ZW 12, KARA 147, CGCG 347-4, PGC 15018.